# Тест личности
Тест личности је заједнички назив за разноврсне упитнике, пројективне технике и тестове којима се, на стандардизован и објективан начин, испитује једна или више димензија личности.